# Karmen Petrovic
Monika Klisara (Zenica, 29 de octubre de 1995) es una luchadora profesional bosniocanadiense. Actualmente trabaja para la empresa estadounidense WWE, donde se presenta en la marca NXT bajo el nombre de Karmen Petrovic.

## Primeros años
Klisara nació el 29 de octubre de 1995 en Zenica, Bosnia y Herzegovina. A mediados de la década de los noventa, sus padres se la llevaron a vivir a Toronto, Canadá, con la finalidad de refugiarse de los problemas ocasionados por la guerra de Bosnia. Cuenta con ascendencia croata y serbia.

## Carrera como artista marcial mixta
Klisara es una excampeona y competidora de Karate. A los 17 años de edad, fue miembro de los equipos de Karate Nacional Canadiense y Provincial de Ontario. Ganó medallas de oro en la Copa Fonseca, la competencia Provincial de Ontario y los Juegos Olímpicos de Verano de Ontario.

## Carrera como luchadora profesional

### WWE (2022-presente)
En noviembre de 2022, Petrovic hizo su primera aparición para WWE en NXT, donde fue presentada con el nombre de Monika Klisara. En el episodio del 28 de julio de 2023 de NXT Level Up, hizo su debut televisado en el ring apareciendo como Karmen Petrovic, siendo derrotada en un combate individual por Ivy Nile. En el episodio del 17 de octubre de NXT, consiguió su primera victoria individual televisada cuando compitió en el NXT Women's Breakout Tournament, durante el cual eliminó a Jaida Parker en la primera ronda, antes de ser eliminada en las semifinales por Lola Vice.
Ya en 2025, en el episodio de NXT del 18 de febrero, con ayuda de Ashante Adonis derrotó a Kelani Jordan y a Jaida Parker ganando una oportunidad por el Campeonato Femenino Norteamericano de NXT.

## Vida personal
El 10 de noviembre de 2023, se informó que Klisara se encontraba en una relación con el jugador de baloncesto profesional brasileño, Bruno Caboclo.

## Campeonatos y logros

### Artes marciales
- Juegos Olímpicos de Verano de Ontario
  - Primer lugar (Oro)[5]

- Copa del Mundo Kubota
  - Primer lugar (Oro)[5]

- Copa Fonseca
  - Primer lugar (Oro, 3 veces)[5]
  - Premio al «competidor más destacado en general»[5]

- Karate Nacional Canadiense
  - 2do lugar (Plata, 2 veces)[5]

- Juegos Panamericanos
  - 5to lugar (clasificada para la copa del mundo)[5]